# Sagbayan
Sagbayan (Bayan ng Sagbayan) är en kommun i Filippinerna. Kommunen tillhör provinsen Bohol och ligger på ön med samma namn. Folkmängden uppgår till 18 346 invånare.

## Barangayer
Sagbayan är indelat i 24 barangayer.

## Bildgalleri

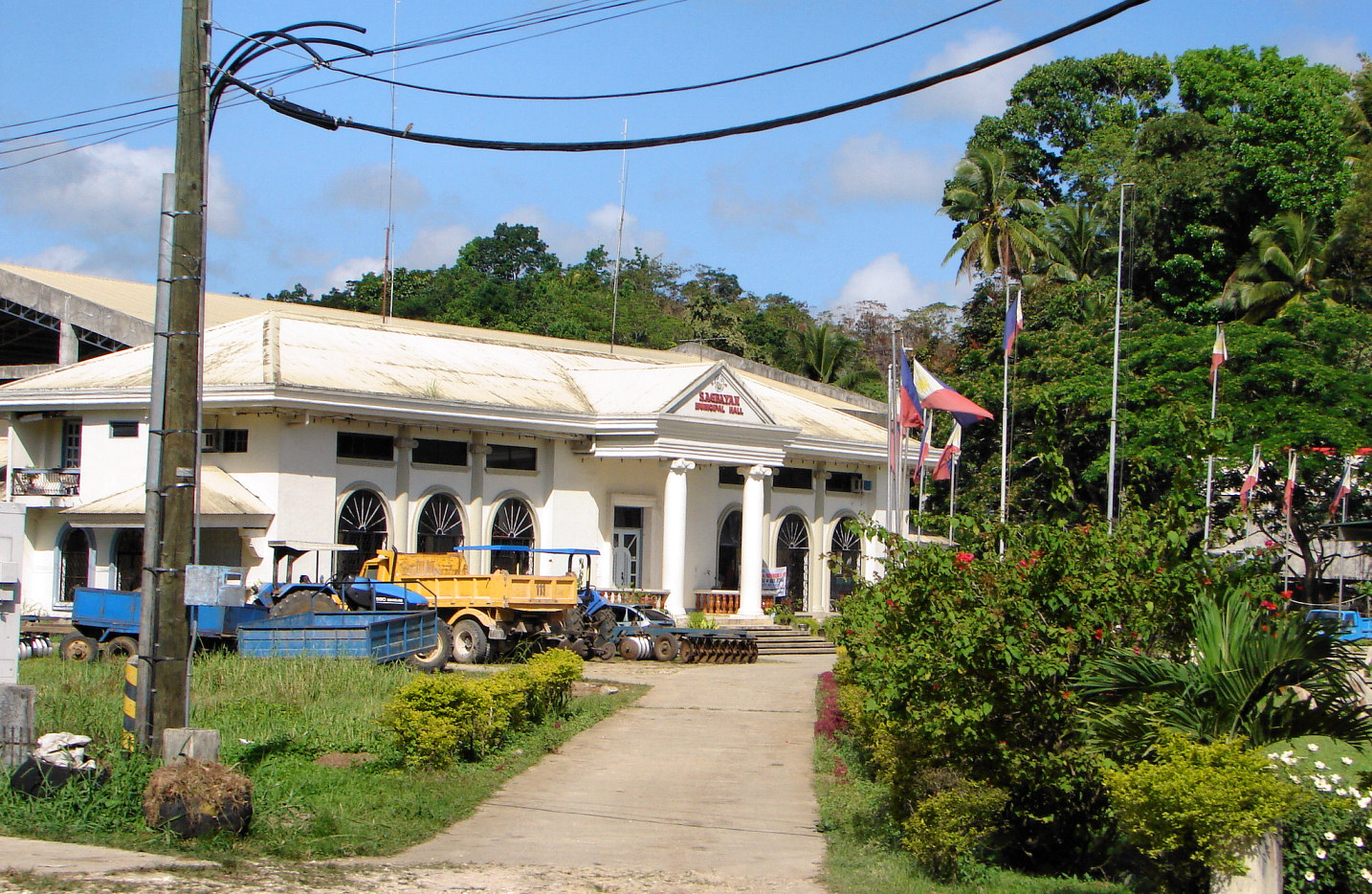
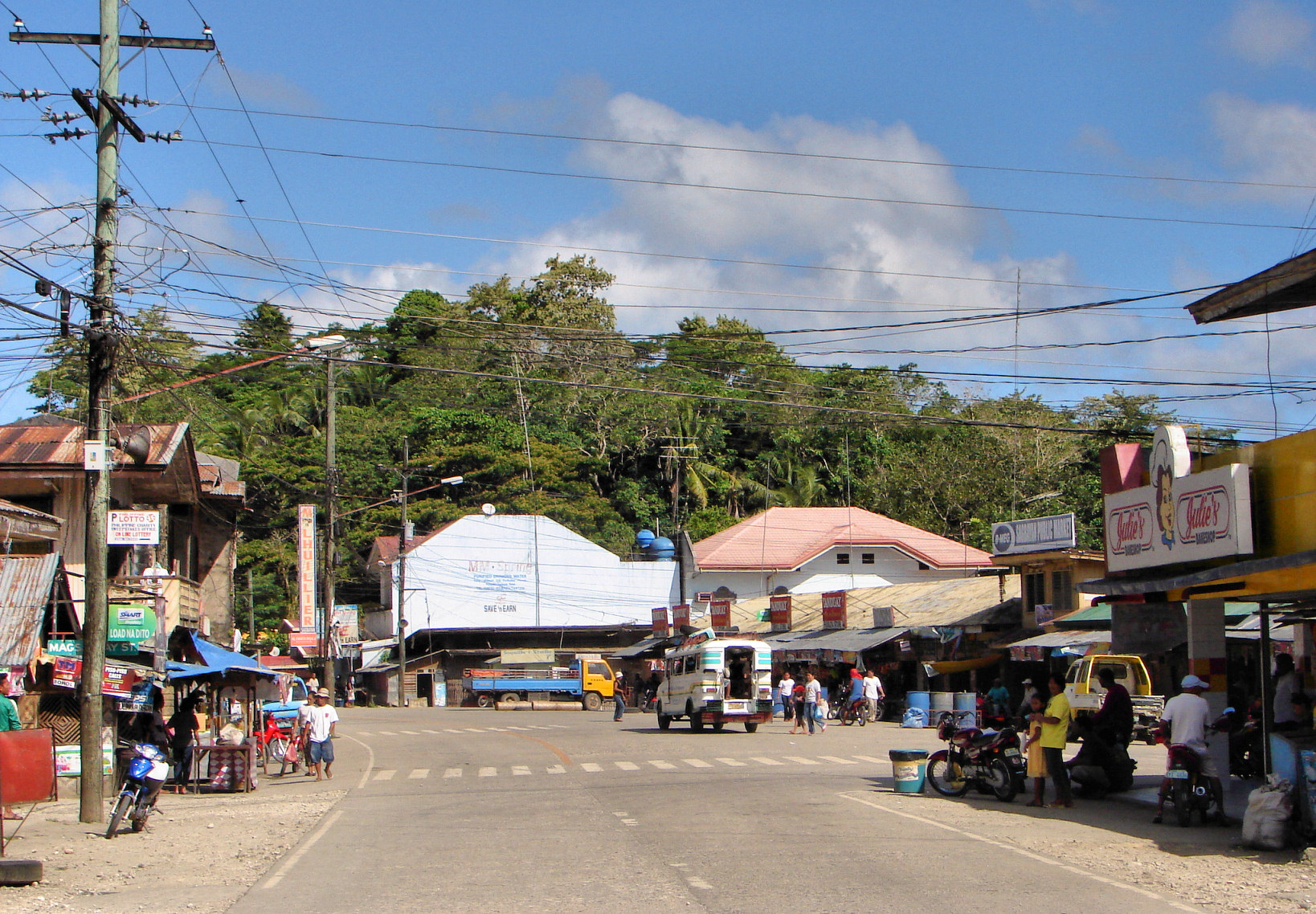